# هنري سانبورن نويز
هنري سانبورن نويز (بالإنجليزية: Henry Sanborn Noyes)‏ هو رياضياتي أمريكي، ولد في 24 ديسمبر 1822 في لانداف في الولايات المتحدة، وتوفي في 24 مايو 1872 في إيفانستون في الولايات المتحدة.